# Tbilisiavenyn
Tbilisiavenyn (azerbajdzjanska: Tbilisi prospekti) är en huvudled i norra Baku, Azerbajdzjans huvudstad. Avenyn börjar i korsningen mellan Bakichanov och Dzjaffar Dzjabbarli-gatorna och fortsätter norrut tills den upphör vid 20 januaricirkeln (20 Yanvar-tunnelbanestation). Vägen fick sitt nuvarande namn 1963, då den döptes om från Sarajmotorvägen till Tbilisiavenyn. 
Längs avenyn ligger bland annat Hejdar Alijevs sport- och utställningskomplex.